# 수출
국제 무역에서 수출(輸出, export)은 자국의 서비스나 물품 등의 재화나 기술을 외국으로 내보내는 것(반출)을 뜻한다. 수입의 반대 개념이다. 수출은 자국의 물건을 다른 나라로 내보내는 것을 말하지만 남극과 같이 어느 국가에도 속하지 않는 곳에 물건을 보내는 것은 수출이 아니다.

## 국가별 법규

### 미국
미 탄약목록(USML)의 수출관련 조항과 서비스는 미 국무부와 ITAR이 관리한다.
Bureau of Industry and Security(BIS)가 미연방규정집의 주제15번 7장 C조인 Export Administration Regulations (EAR)에 관하여 이행하고 집행한다. BIS는 대부분 상업물품의 수출과 재수출을 규제한다. 특정 상품들은 수출을 하기 위해서는 허가가 필요하다. 각 물품이나 서비스마다 합법적 수출을 위한 조건이 다르다.
수출물품이 어떤 범주에 속하는지에 따라 수출하고자 하는 회사는 허가를 받아야 할 수도 있다. EAR 규정은 나라에 따라 다르게 적용된다. 제일 많이 제한된 나라는 쿠바, 북한, 수단, 시리아, 이란 등 경제제재를 당한 나라거나 테러활동을 야추하는 나라들이다. 특정 상품들은 수출이 전 세계적으로 제한된다.
상품이 미국을 잠시동안만 떠나있다가 돌아오더라도 수출로 간주된다. 또 상품이 판매된 것이 아니라 증여된 경우에도, 아니면 외국에 있는 미국 자회사한테 가더라도 수출이다.
상품을 수출할때의 운송방식은 수출허가 받는 것을 평가할 때 전혀 영향을 주지 않는다.

## 장벽
무역장벽은 국산품을 외국상품과의 경쟁으로부터 보호하고 인위적으로 특정 국산품의 수출을 늘리기위한 정부의 법규, 규제, 또는 정책이다. 거래제한행위도 비슷한 효과를 내지만 무역장벽으로 분류되지는 않는다. 상품과 서비스의 국제교류를 제한하거나, 막거나, 지연시키는 정부의 정책들이 가장 흔한 무역장벽이다.

### 전략적 장벽
국제협정에 의해서 특정 물품 또는 정보의 무역과 교류가 금지된다. 그 예로 대량살상무기, 첨단 전기통신, 고문도구, 고대유물 등이 있다. 현재 45개국이 참여하는 핵공급그룹은 핵무기와 관련 물품의 교역을 제한한다. 39개국이 참여하고 있는 오스트레일리아그룹은 생화학무기와 관련 물품의 교역을 제한하고 34개국이 참여하는 미사일기술통제체제는 대량살상무기의 교역을 제한하며 42개국이 참여하는 바세나르 협정은 재래식 무기와 전략물자 및 기술의 교역을 제한한다.

### 관세
관세는 수입이 된 특정 상품에 세금을 매겨서 무역을 할 때 경제적 장벽을 만드는 것이다. 상품의 국내 생산량이 감소하고 경쟁 외산품의 수입량이 증가할 때, 국가는 주로 외산품에 관세를 붙이는 전략을 취한다. 부진을 겪고 있는 산업에 관세를 붙이는 것은 보조금을 주는 것과 비슷한 보호효과를 낸다. 그 부진산업은 상품을 그만큼 빠르고 효율적으로 생산할 동기가 줄어든다. 관세를 붙이는 세 번째 이유는 덤핑에 관한 것이다. 덤핑은 국가가 특정 상품을 과도하게 많이 생산하고 외국에 여분을 "덤핑"하는 것이다. 이로 인해 가격이 매우 낮아진다. 가격이 매우 낮아졌다는 것은 어떤 국가에서 수입품의 가격이 국산품보다 더 낮다는 뜻이거나, 생산자가 그 가격으로 이득을 남기지 못하고 본전만 찾는 것이다. 관세의 목적은 국산품의 소비를 촉진시키는 것이다.
보호관세는 크게 성장할 가능성이 있는 유치산업을 보호하기 위해 만들어졌다. 보호관세는 일시적으로 강력한 경쟁속에서 산업이 성공할 수 있도록 하는 것이다. 보호관세를 적용하는데 있어서 타당한 이유로는 국가자원이 유치산업이 있기 전보다 후에 더 생산적으로 사용될 수 있을 때이다. 유치산업은 궁극적으로 정부의 보호없이 시장에 자리를 잡아야 한다.
관세는 국가 간 갈등의 원인이 되기도 한다. 그 예로는 2002년 미국이 철강산업 관세(2002 US steel tariff)를 시행했을 때와 중국이 수입 자동차 부품에 14% 관세를 붙였을 때이다. 이러한 갈등이 생겼을 때 국가들은 주로 WTO에 항의를 제기하고, 이것이 실패하면 관세를 없애도록 압박하기 위해 보복성으로 상대국가 상품에 관세를 붙이기도 한다.

### 보조금
어떤 산업이나 회사에 보조금을 주는 것이란 이 경우에는 상품의 가격을 시장가격보다 낮게 설정하기 위하여 정부가 경제적 지원을 하는 것이다. 보조금은 주로 국내소비 촉진이 필요한 부진산업에 지급된다. 보조금을 지급함으로써 상품이나 서비스의 가격이 낮아지므로 수요를 늘릴 수 있다.
보조금은 더 생산적으로 상품을 만들 수 있는 다른 나라들에 영향을 준다. 가격이 인위적으로 낮아지기 때문에 외국의 효율적인 생산자들은 경쟁을 하는데 어려움을 겪는다. 보조금 지급은 일시적일 때가 많지만 경우에 따라서는 영구적으로 지급되기도 한다.
농업은 가장 일반적으로 보조금이 지급되는 산업이다. 미국, 일본, EU국가들이 대표적이다.
세계은행이 부분적으로 지원하는 International Food Policy Research Institute에서 조사한 바에 따르면 개발도상국들은 이러한 보조금으로 매년 240억 달러를 쓴다고 한다. 하지만 이러한 경제적 손해는 이 국가들뿐만 아니라 미국에도 해당된다. 미국의 보조금은 세금에 의존을 많이 한다. 2000년에 미국은 사상 최고로 농업에 323억달러를 썼다. EU는 매년 500억 달러를 쓰는데, 이것은 농업정책과 농촌개발 예산의 무려 절반이나 된다.

## 수출 드라이브
수출 드라이브(export drive)는 국내 경기의 불황으로 내수 부진에 따른 판매위축을 커버하기 위하여 수출신장의 압력이 가중되는 것을 말한다. 불황기에는 국내수요가 감퇴되고 공급과잉 기미를 보이는데, 기업은 가동률의 저하와 '의도하지 않는 재고'가 느는 것을 방지하기 위해 수출가격을 인하해서라도 수출을 확대하려는 경향이 있다. 이러한 수출확대가 경기회복의 기회를 마련하는 경우도 있다.

## 같이 보기
- 수입
- 국제 무역
- 수출액순 나라 목록